# ارنان کورتس
ارنان کورتز یا هرنان کورتس (به اسپانیایی: Hernán Cortés) (زاده ۱۴۸۵ - درگذشته ۲ دسامبر ۱۵۴۷) کنکیستادور و سردار اسپانیایی، فاتح امپراتوری آزتک در قاره آمریکا است.
او در شهر مِدِیین (در استان کنونی باداخوس اسپانیا) به دنیا آمد. کورتس از سال ۱۵۰۴ به متصرفات جدید اسپانیا در قارهٔ آمریکا رفت و در سال ۱۵۱۸ به فرماندهی گروه اکتشاف مکزیک گماشته شد. پادشاه اسپانیا در آن زمان شاه کاستیل نام داشت.
کورتس با قوایی متشکل از تنها ۶۰۰ سرباز و تعدادی اسب در سواحل دریای کارائیب (ساحل شرقی مکزیک امروزی) لنگر انداخت. نیروهای اسپانیایی تحت فرمان او پس از بنیان نهادن شهر ساحلی وراکروز به سمت شمال و مرکز مکزیک حرکت کردند و در نوامبر سال ۱۵۱۹ به پایتخت آزتک‌ها شهر تنوشتیتلان رسیدند. هر چند در ابتدا با استقبال آزتک‌ها مواجه شد، اما پس از آن، جنگ‌هایی بین آزتک‌ها و نیروهایش رخ داد. کورتس پادشاه آزتک‌ها را دستگیر کرد و برای آزادی اش از مردم خواست تسلیم شوند. تا اوت سال ۱۵۲۱ تمام قلمرو وسیع و پرجمعیت امپراتوری آزتک به تصرفش درآمد. به این ترتیب مکزیک به مستعمره اسپانیا تبدیل گشت. استقلال مکزیک تا ۱۸۱۰ محقق نشد.